# Oren Ambarchi
Oren Ambarchi   (Sydney, 1969) és un músic australià. És multiinstrumentista, i destaca sobretot pel seu ús de la guitarra elèctrica i la percussió.